# Жлобин-Пасажирський
Жлобин-Пасажирський (біл. Жлобін-Пасажырскі) — пасажирська залізнична станція Гомельського відділення Білоруської залізниці на перетині електрифікованої магістральної лінії Мінськ — Гомель та неелектрифікованої лінії Могильов I — Калинковичі.
Розташована в однойменному місті Гомельської області. Жлобинський залізничний вузол має станції: Жлобин-Сортувальний, Жлобин-Північний, Жлобин-Західний та Жлобин-Подільський.

## Історія
Вперше залізнична станція Жлобин під назвою Остерман виникла у проєкті залізничної лінії Товариства Лібаво-Роменської залізниці у березні 1871 року.
У листопаді 1873 року було відкрито рух вантажних та пасажирських потягів на дільниці Лібаво-Роменської залізниці від Бобруйська до Гомеля через станцію Жлобин.
У січні 1903 року станція отримала статус  вузлової. У тому ж році була побудована будівля вокзалу.
20 березня 1930 року дільниці Могильов — Жлобин, Могильов — Кричев — Рославль та Могильов — Осиповичі передані Західній залізниці із виключенням зі складу Московсько-Білорусько-Балтійської залізниці.
Під час Другої світової війни вокзал станції Жлобин був вщент зруйнований. Будівля вокзалу заново відбудована і відкрита в 1950 році. В одній невеликій будівлі розташовувались квиткові каси, зал чекання та багажне відділення.
Зі збільшенням населення міста Жлобин з'явилася потреба у розширенні будівлі вокзалу, тож в 1975 році квиткові каси були перенесені до окремої будівлі, пізніше було прийнято рішення реконструювати стару будівлю вокзалу і побудувати поруч додаткові будівлі.
Надалі вокзал станції Жлобин-Пасажирський перестав відповідати все більшим вимогам, які були необхідні для обслуговування пасажирів. З січня 2002 по січень 2004 року тривала реконструкція будівель вокзального комплексу. Реконструкцією вокзального комплексу було передбачено будівництво двох нових будинків (відокремлено стоять від основної будівлі вокзалу), будівлі ресторану та службово-технічних приміщень. Вокзал вирішено побудувати із застосуванням переплетених металевих конструкцій і скляних вітражів.
19 січня 2004 року відбулося відкриття реконструйованої будівлі залізничного вокзалу. В результаті реконструкції вокзалу проведено розподіл пасажиропотоків — приміські та пасажирські каси працюють окремо.
У грудні 2009 року введено в експлуатацію новий пішохідний міст через колії станції.
19 вересня 2013 року на станцію Жлобин-Пасажирський прибув перший електровоз ЧС4Т-544 (депо «Мінськ»).
28 вересня 2013 року введено в експлуатацію електрифіковану дільницю Осиповичі I — Жлобин, яку відкривав перший електропоїзд «Stadler» регіональних ліній ЕПр-004.
З 29 вересня 2013 року розпочався регулярний рух з Мінська електропоїздів ЕПр «Stadler» регіональних ліній бізнес-класу до Жлобина. Час у дорозі від Мінська до Жлобина потяг долає за 2 год. 40 хв..
У січні 2016 року закінчена електрифікація і введена в експлуатацію МПЦ і АЛСО на дільниці Жлобин — Буда-Кошельовська.

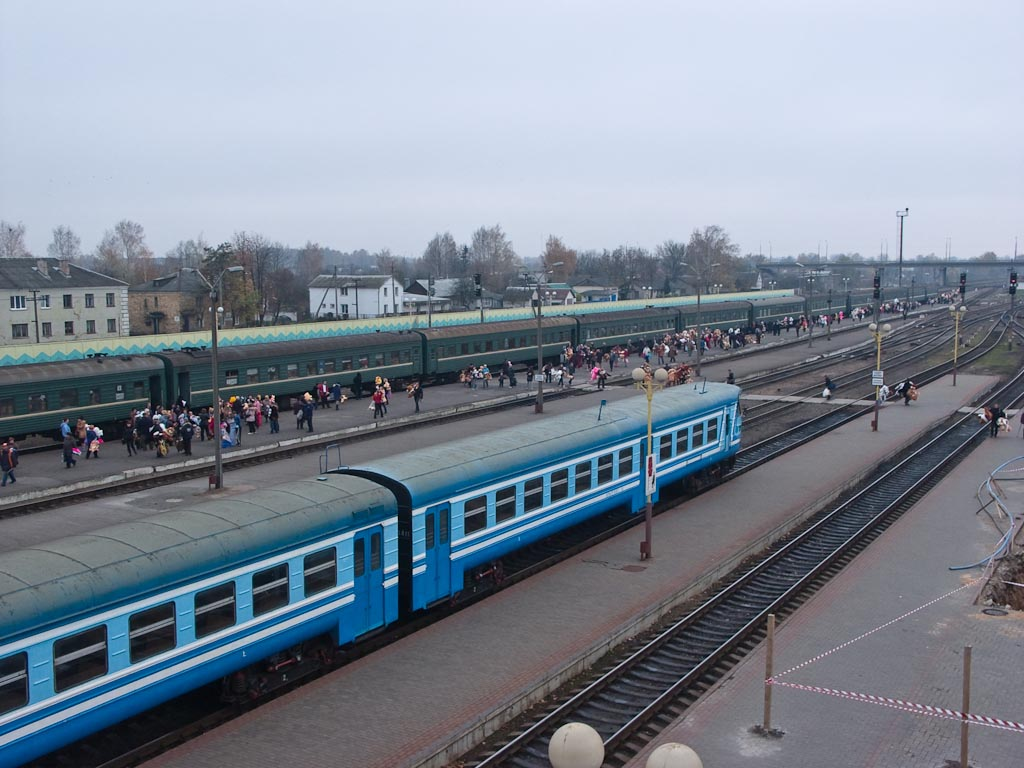
Станція до електрификації, (2008)
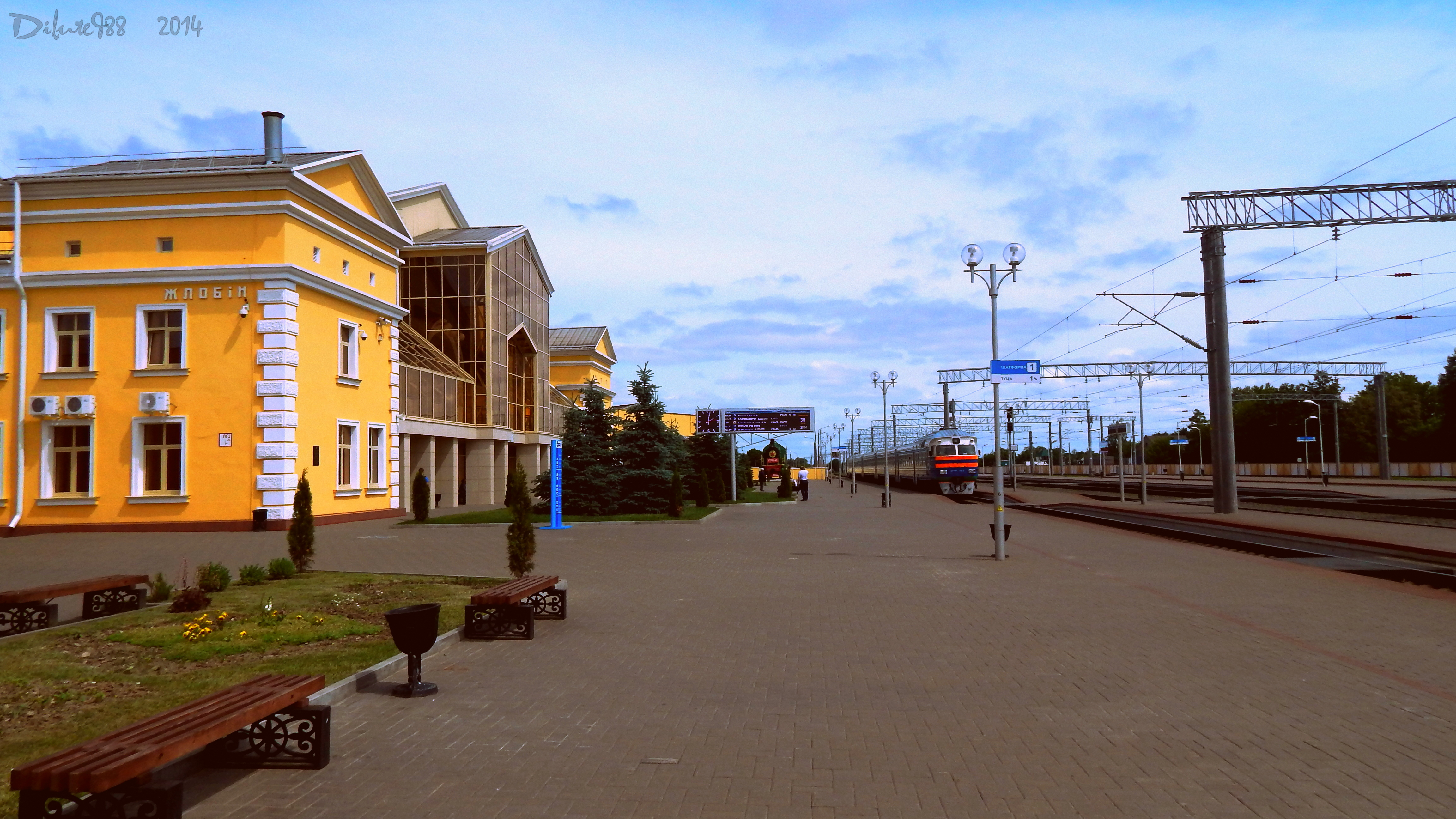
Станція після електрифікації, (2014)

2 травня 2016 року на дільниці Жлобин — Гомель розпочата тестова експлуатація контактної мережі, а також рух електропоїздів ЕР9Е і ЕР9Т.
30 листопада 2017 року на станції Жлобин-Пасажирський, через помилкове переведення стрілки під час проходження складу, зійшов з рейок вагон пасажирського потяга міжнародних ліній Мінськ — Запоріжжя.

## Проєкти електрифікації
У 2018 році планувалося розпочати електрифікацію дільниці Жлобин — Калинковичі.
У 2018—2021 роках також було заплановано здійснити електрифікацію білоруської дільниці від Жлобина до державного кордону з Україною (дільниця Бережесть — Коростень — Житомир — Бердичів), що дозволить запустити потяг «Вікінг» на електротязі до Вільнюса. Проте роботи з електрифікації розпочалися лише у 2020 році.

## Інфраструктура
У складі вокзального комплексу Жлобин-Пасажирський є: двоповерхова будівля вокзалу (пасажирська будівля) і службово-технічний будинок, де розміщуються багажне відділення і камери зберігання багажу, медичний пункт, побутові приміщення.
Всередині вокзалу на першому поверсі розташований касова зала (10 кас) і сучасна зала очікування на 90 посадочних місць, обладнаний довідковими електронними табло. Для зручності пасажирів розташовані: довідкове бюро, черговий вокзалу, аптечні кіоски та кіоски «Союздрук».
На другому поверсі основної будівлі знаходяться дві квиткові каси для попереднього продажу квитків, поштове відділення з переговорним пунктом, буфет та готельні номери для відпочинку пасажирів. Всі приміщення обладнані необхідним обладнанням і меблями з максимальною зручністю для пасажирів.
Окремо винесено і службово-технічний будинок, де розташовується багажне відділення з автоматичними камерами схову на 90 осередків, упорядковані туалети.
Біля вокзалу розташований пам'ятник паровозу Су250-43.

## Пасажирське сполучення
Через станцію Жлобин-Пасажирський прямують пасажирські потяги міжнародних та міжрегіональних ліній, а також регіональних ліній бізнес- та економкласу.
Поїзди далекого сполучення
Основними напрямками сполучення пасажирських поїздів є: Мінськ, Вітебськ, Гомель, Могильов Полоцьк, Москва, Санкт-Петербург, а також поїзди до Києва, Одеси, Запоріжжя, Сум, Харкова, Вінниці, Житомира, Кишинева.
Під час курортного сезону, влітку призначаються додаткові пасажирські поїзди до 
Новоолексіївки, Анапи, Адлера, Кисловодська.
Вокзал станції Жлобин-Пасажирський приймає та відправляє наступні пасажирські поїзди:
| Рух пасажирських поїздів по станції Жлобин-Пасажирський | Рух пасажирських поїздів по станції Жлобин-Пасажирський | Рух пасажирських поїздів по станції Жлобин-Пасажирський                                            |
| №                                                       | Маршрут сполучення                                      | Примітки                                                                                           |
| ------------------------------------------------------- | ------------------------------------------------------- | -------------------------------------------------------------------------------------------------- |
| 53/54 «Либідь»                                          | Київ — Санкт-Петербург                                  | Тимчасово скасований через карантинні обмеження, спричинені пандемією COVID-19 з березня 2020 року |
| 55/56                                                   | Гомель — Москва                                         | |
| 61/62                                                   | Кишинів — Санкт-Петербург                               | Тимчасово скасований через карантинні обмеження, спричинені пандемією COVID-19 з березня 2020 року |
| 83/84                                                   | Гомель — Санкт-Петербург                                | |
| 85/86 «Білий лелека»                                    | Київ — Мінськ                                           | Тимчасово скасований через карантинні обмеження, спричинені пандемією COVID-19 з березня 2020 року |
| 93/94                                                   | Одеса — Мінськ                                          | Тимчасово скасований через карантинні обмеження, спричинені пандемією COVID-19 з березня 2020 року |
| 99/100                                                  | Новоолексіївка* — Запоріжжя — Мінськ                    | Тимчасово скасований через карантинні обмеження, спричинені пандемією COVID-19 з березня 2020 року |
| 149/150*                                                | Мінеральні Води — Мінськ                                | Тимчасово скасований через карантинні обмеження, спричинені пандемією COVID-19 з березня 2020 року |
| 301/302*                                                | Адлер — Мінськ, Могильов                                | |
| 601/602                                                 | Гомель — Полоцьк                                        | |
| 621/622                                                 | Гомель — Мінськ                                         | |
| 647/648                                                 | Гомель — Мінськ                                         | |
| 669/670                                                 | Гомель — Мінськ                                         | |
| 671/672                                                 | Гомель — Мінськ                                         | |
| 675/676                                                 | Гомель — Мінськ                                         | |
| 715/716                                                 | Гомель — Мінськ                                         | |
| 717/718                                                 | Гомель — Мінськ                                         | |
| 719/720                                                 | Гомель — Могильов                                       | |
| 741/742                                                 | Жлобин — Мінськ                                         | |

Примітка:
- Зірочкою позначені потяги сезонного призначення, наприклад, тільки в літній період.
- Актуальний розклад руху пасажирських потягів на сайті Білоруської залізниці.

Поїзди приміського сполучення
Приміське сполучення здійснюється потягами регіональних ліній економ-класу і міських ліній за маршрутами:
- Жлобин — Бобруйськ
- Жлобин — Гомель
- Жлобин — Могильов
- Жлобин — Калинковичі
- Жлобин — Червоний Берег
- Жлобин — Осиповичі
- Жлобин — Рабкор
- Жлобин — Рогачов
- Жлобин — Салтанівка
- Жлобин — Старосільський
- Жлобин — Свєтлогорськ-на-Березині
- Жлобин — Ящиці

## Галерея

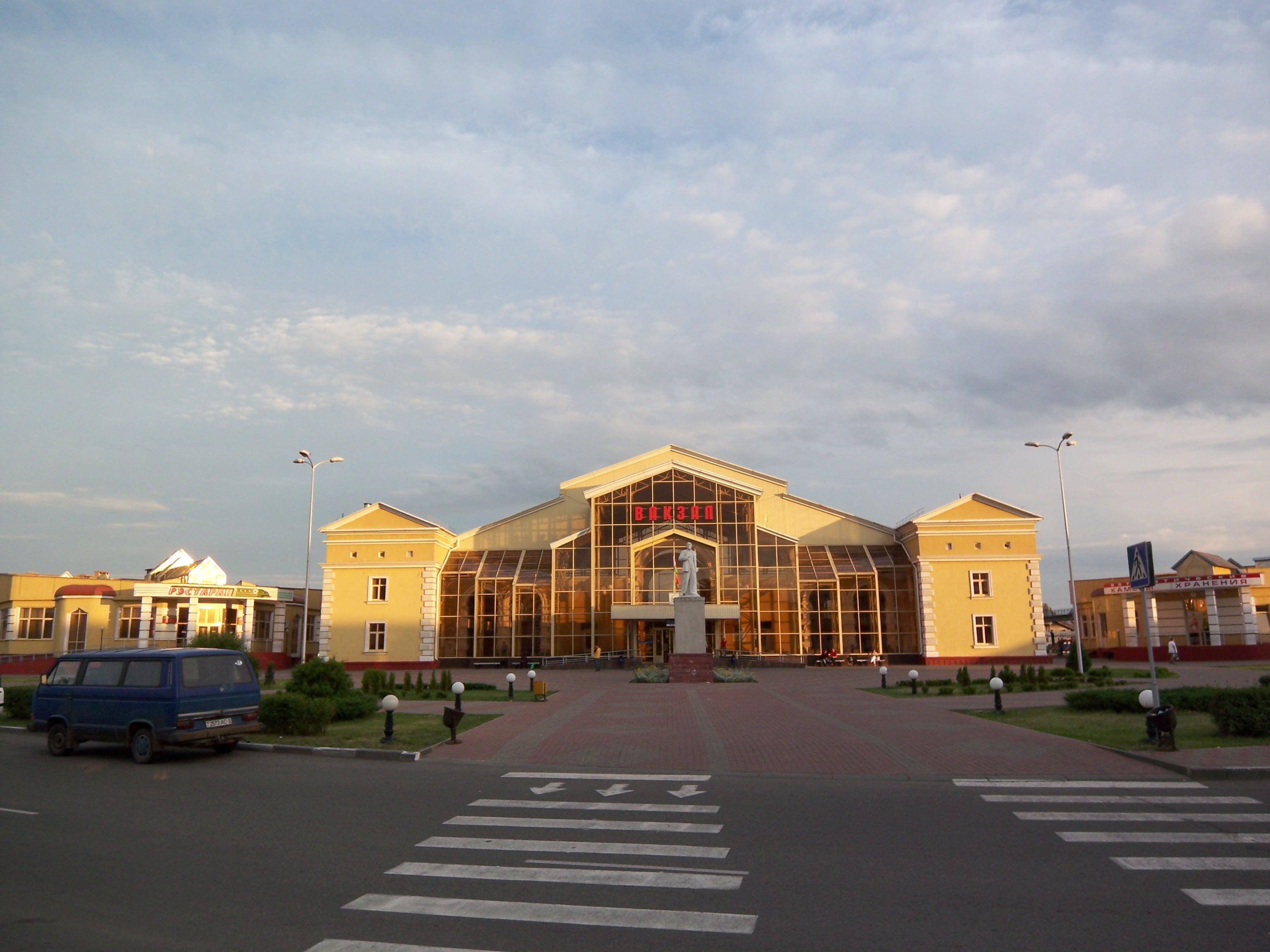
Вигляд вокзалу з Привокзальної площі
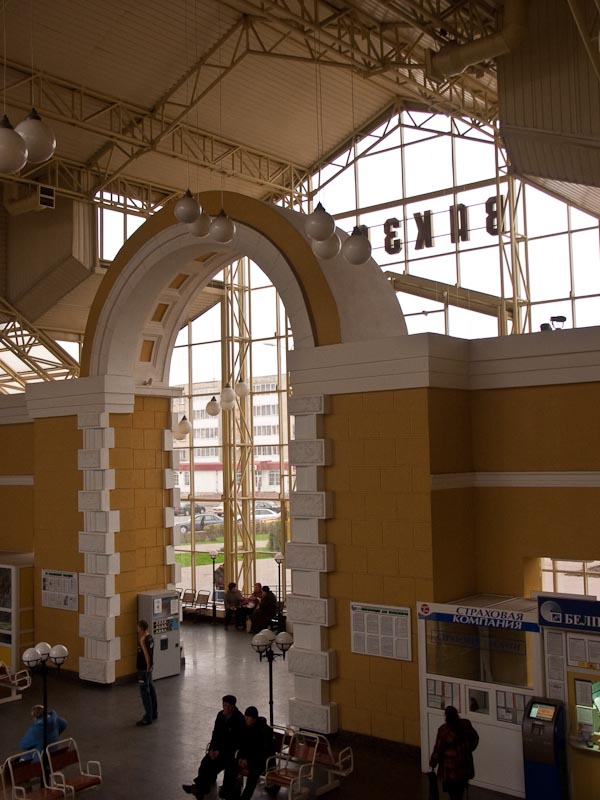
Центральний зал вокзалу
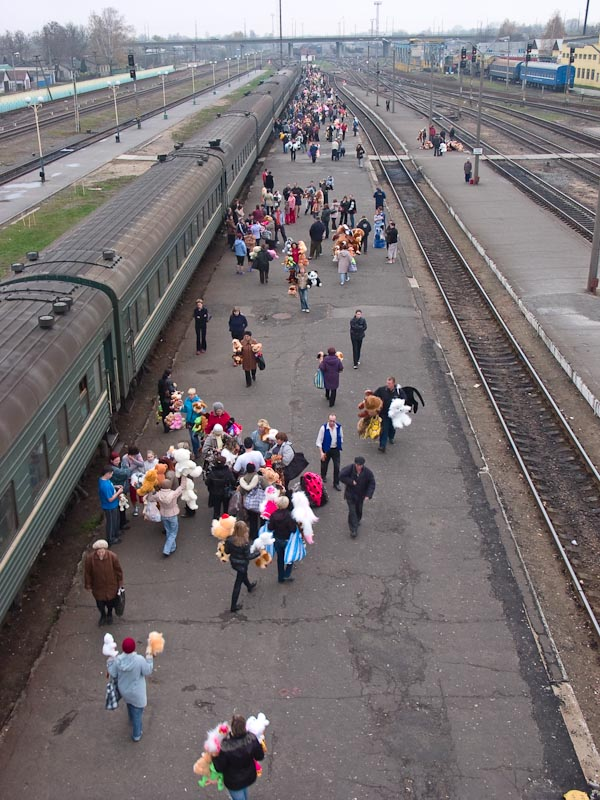
Так зустрічають пасажирів в Жлобині
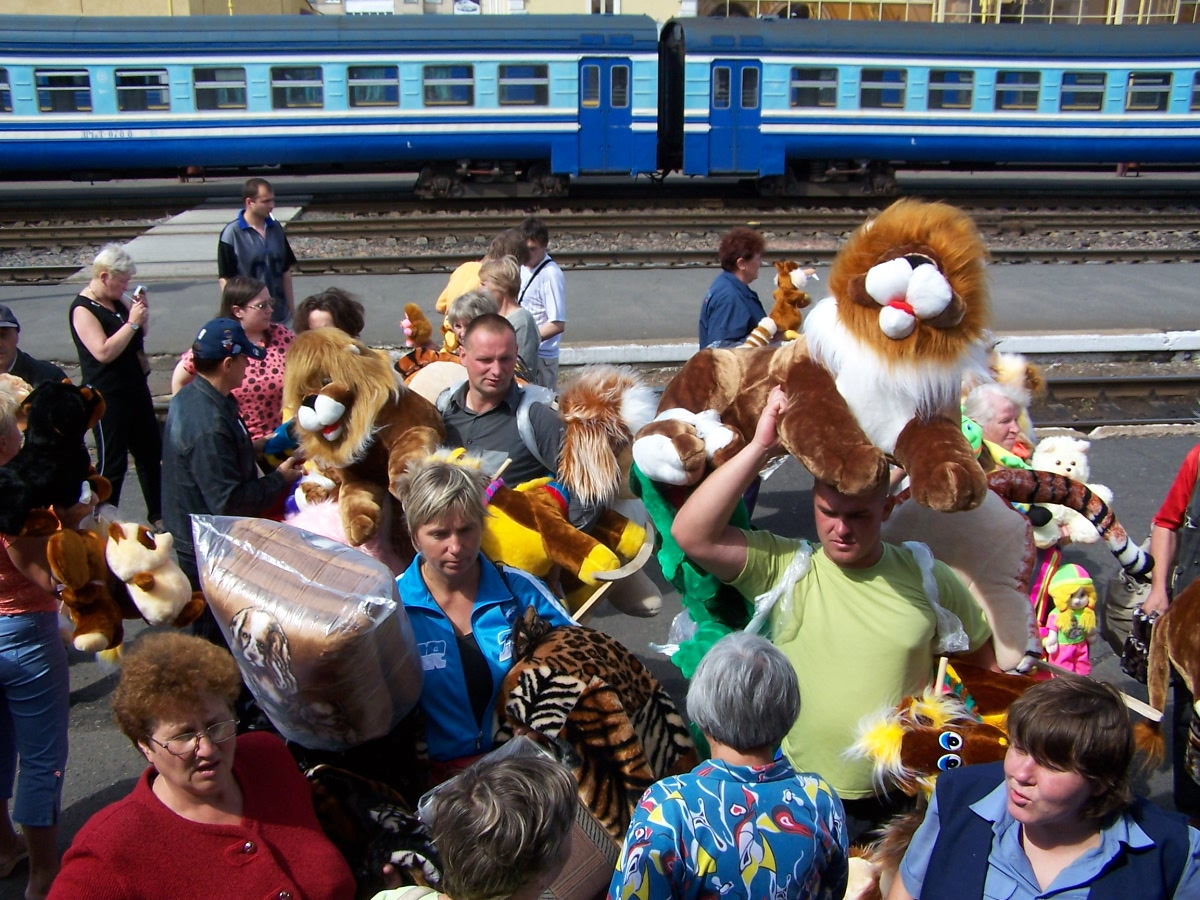
Продаж дитячих іграшок на пероні